# Chalcorana eschatia
Chalcorana eschatia é uma espécie de anfíbio anuro da família Ranidae. Está presente na Tailândia. A UICN classificou-a como deficiente de dados.